# ورودی/خروجی (سی++)

در زبان برنامه‌نویسی سی++، کتابخانه‌های ورودی/خروجی، مجموعه‌ای از کلاس‌های قالب (templates class) هستند که وظیفهٔ کنترل جریان‌های ورودی/خروجی را بر عهده دارند.
اکثر توابع مربوط به ورودی و خروجی در فایل هدر iostream که بخشی از کتابخانهٔ استاندارد سی++ می‌باشد، قرار دارند.

## برنامهٔ نمونه
برای نمونه برنامهٔ Hello World:
```
#include
 
<iostream>

using
 
namespace
 
std
;

int
 
main
()

{

    
cout
 
<<
"Hello, world!
\n
"
;

    
return
 
0
;

}

```

این برنامه رشته «!Hello, world» را نمایش خواهد داد.
کلاسcout یکی از زیرمجموعه های iostream است. همچنین در این فایل هدر کلاس های دیگری از جمله cin و cerr و clog موجود می‌باشد.
برخی دستورهای استاندارد دیگر از جمله n\ و endl را که موجب انتقال برنامه به خط بعدی می‌شوند را در نمونهٔ زیر می‌بینید.
```
#include
 
<iostream>

using
 
namespace
 
std
;

int
 
main
()

{

    
cout
 
<<
"Hello, world!"
 
<<
endl
;

    
return
 
0
;

}

```